# Trentino Volley 2009-2010

## Mercato

### Arrivi
- Raphael Vieira De Oliveira da Tonno Callipo Vibo Valentia[1]
- Francesco Corsini da Stamplast Martina Franca[2]
- Andrea Sala da Acqua Paradiso Gabeca Montichiari[3]
- Tsvetan Sokolov da Marek Union Ivkoni ( Bulgaria)[4]
- Michele Fedrizzi dalle giovanili[5]
- Lorenzo Gallosti dalle giovanili[5]
- Reanud Herpe da Panathinaikos Atene ( Grecia)[6]
- Osmany Juantorena[7]

### Partenze
- Nikola Grbić a Bre Banca Lannutti Cuneo[8]
- Dore Della Lunga a Marmi Lanza Verona (prestito)[9]
- Nicola Leonardi a Canadiens Mantova (prestito)[10]
- Cosimo Marco Piscopo a Trenkwalder Modena[11]
- Antonio De Paola ad Ediesse Cavriago (prestito)[11]
- Krasimir Stefanov (fine contratto)[11]
- Andrea Segnalini a Pallavolo Molfetta
- Michal Winiarski a Skra Belchatow ( Polonia)[12]

Particolare è la situazione occorsa al giocatore brasiliano Riad. Il giocatore, al termine della stagione 2008-2009, viene dichiarato ceduto, infatti viene terminato il tesseramento con la società. In estate il giocatore si fece operare al ginocchio destro, e ad inizio stagione è ancora senza squadra. Superate le prime fasi della riabilitazione ritorna a Trento, dove gli viene permesso di allenarsi con la squadra. Il 23 novembre, a margine della conferenza stampa indetta per la presentazione della nuova edizione della Champions League, viene comunicato il nuovo tesseramento del giocatore con la Trentino Volley. A causa delle norme italiane in caso di pallavolisti nazionali, Riad potrà essere utilizzato solamente nella competizione europea.

## Storia

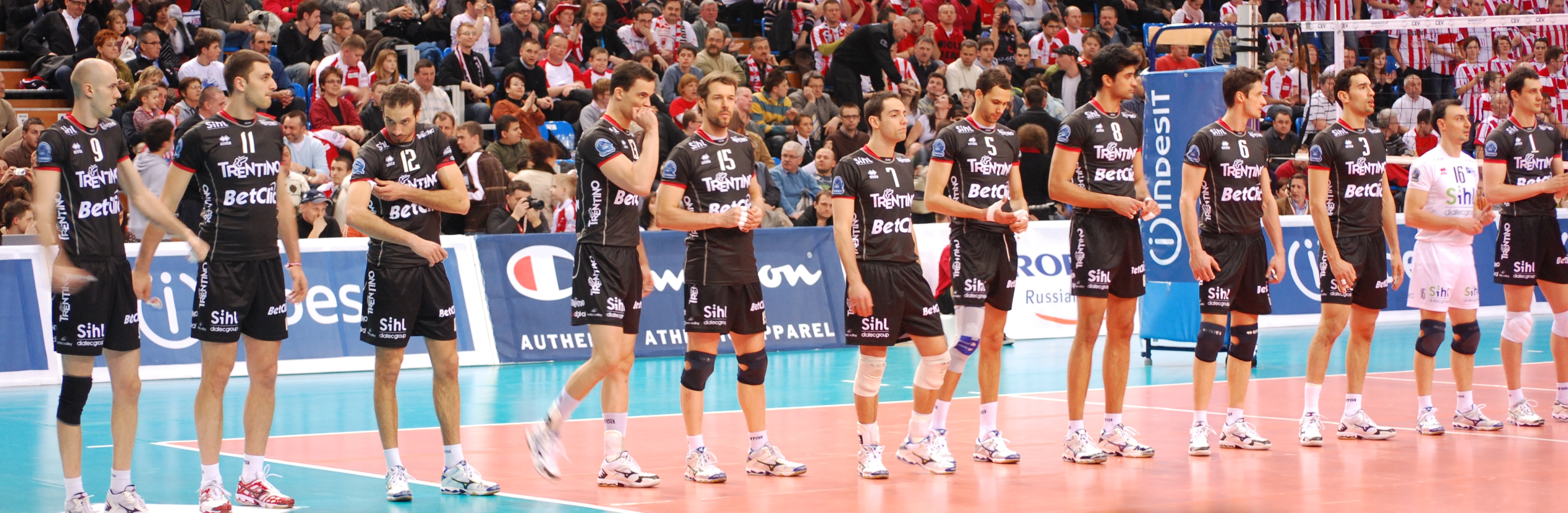
Squadra durante una trasferta di Champions League 2009-2010

La decima stagione in Serie A1 (pallavolo maschile) della Trentino Volley è iniziata con il rinnovo contrattuale dell'allenatore: Radostin Stojčev ha confermato la sua presenza a Trento fino al 2014. Nella stessa serata di presentazione, è stato introdotto anche il Gonfalone europeo, in ricordo della vittoria della CEV Champions League 2008-2009 (maschile) e che affiancherà il Gonfalone tricolore sul tetto del PalaTrento.
L'esordio in campionato è avvenuto domenica 27 settembre, in casa contro Top Volley di Latina, con il risultato finale di 3 a 1. In seguito alla vicenda legata alla Pallavolo Pineto il calendario dell'intero campionato è stato rivoluzionato, e per la Trentino Volley è stato deciso di accordare il turno di riposo alla decima giornata.
La seconda giornata porta in dote la prima secca sconfitta: a Vibo Valentia la Tonno Callipo si aggiudica il match per 3 a 0. La sconfitta dà una scossa a tutto l'ambiente trentino, che dopo aver sconfitto Monza in casa vince in trasferta contro i Campioni d'Italia di Piacenza, Macerata e Cuneo, le principali contendenti per vittoria finale.
L'avventura nella Coppa del Mondo per club FIVB è iniziata ufficialmente il 31 ottobre, giorno della partenza della squadra. La comitiva si è ritrovata davanti al PalaTrento, dove oltre trenta tifosi hanno salutato la partenza dei giocatori in direzione dell'Aeroporto di Milano-Malpensa. La formazione è arrivata a Doha alle 8.45, accolta dal comitato organizzatore, dai membri della FIVB e da Andrea Zorzi.
Dopo aver vinto tutte e tre le partite del proprio girone contro i campioni d'Africa dello Zamalek SC per 3-1, i russi dello Zenit Kazan al tie-break e i campioni del Nord e Centro America dei Plataneros de Corozal per 3-0, i campioni d'Europa sono approdati in semifinale, dove hanno battuto agevolmente i campioni d'Asia del Payakan Teheran per 3-0.
Domenica 8 novembre 2009 la Trentino Betclic ha battuto in finale, con il risultato di 3-0 i polacchi dello Skra Bełchatów laureandosi Campioni del Mondo per Club. La squadra, al ritorno in città, è stata accolta in piazza da oltre centocinquanta tifosi, nonostante fosse passata la mezzanotte.
In campionato la marcia della squadra è continuata senza cali, e il primo posto alla fine del girone d'andata ha portato in dote la qualificazione alla Coppa Italia. Dopo aver vinto il quarto di finale in casa (il 30 dicembre 2009 contro Perugia) la formazione gialloblù si è trasferita, esattamente un mese dopo,  al PalaMadigan di Montecatini Terme per disputare la Final Four. Più di 600 tifosi hanno seguito la squadra in Toscana, che il 30 gennaio 2010 hanno assistito alla vittoria per 3 a 0 sui rivali storici di Modena. La gara finale contro Cuneo, giocata il giorno dopo, si è rivelata un match avvincente ed equilibrato, vinto dai trenini con il risultato di 3 a 1. Si è trattata della prima vittoria della squadra in Coppa Italia, che porta con sé la possibilità di disputare la prossima Supercoppa italiana (trofeo mancante nel palmarès trentino) e la prossima edizione della Champions League (la terza di fila).
La seconda partecipazione in Champions League proseguì a ritmo serrato, e dopo aver vinto il Girone A, la squadra superò anche i Playoff 12 e i Playoff 6. L'8 aprile la squadra volò alla volta di Łódź, in Polonia, dove nel successivo weekend si sarebbe dovuta disputare la Final Four. Il giorno previsto per la semifinale, però, venne stravolto dalla notizia della morte del presidente polacco Lech Kaczyński e di altre importanti figure politiche nazionali, decedute in seguito all'incidente dell'aereo presidenziale nei pressi dell'aeroporto di Smolensk, in Russia. Questa tragica notizia costrinse la CEV a decidere per un rinvio della manifestazione.
Le nuove date vennero trovate nel weekend del 1º e 2 maggio.
Nonostante l'evidente stanchezza causata dal calendario fitto di impegni la squadra, guidata dal cubano Osmany Juantorena (alla fine MVP), riuscì a riconquistare il torneo, battendo in semifinale gli sloveni dell'ACH Volley Bled, ed in finale i russi della Dinamo Mosca.
Il 9 maggio 2010, sette giorni dopo la vittoria europea, la squadra fu chiamata per il terzo anno consecutivo ad effettuare l'assalto allo scudetto. Avversari dei trentini nel V-Day (finale in gara unica decisa dalla Lega a causa dei problemi di calendario della Nazionale italiana) il Piemonte Volley, in un remake della finale di Coppa Italia giocata a fine gennaio. Questa volta la vittoria andò ai piemontesi che conquistarono così il primo scudetto della loro storia.

## Risultati
- Campione del Mondo, finale giocata con Bełchatów
- Vittoria della Coppa Italia, finale giocata con Cuneo
- Campioni d'Europa, finale giocata con Mosca
- Sconfitta in finale del Play Off da Cuneo

## Statistiche
Statistiche della stagione agonistica 2009-2010, che ha visto la Trentino Volley impegnata in 4 manifestazioni.
- 56 partite giocate:

28 in regular season Serie A1,
8 nei playoff scudetto,
12 in CEV Indesit Champions League,
5 nel Mondiale per club,
3 in Coppa Italia.
- 47 vittorie:

23 in regular season Serie A1,
6 nei playoff scudetto,
10 in CEV Indesit Champions League,
5 nel Mondiale per club,
3 in Coppa Italia.
- 9 sconfitte:

5 in regular season Serie A1,
2 nei playoff scudetto,
2 in CEV Indesit Champions League.
- Set vinti: 151
- Set persi: 56
- Quoziente set: 2,69
- Giocatore pluripresente: Andrea Bari (56 presenze)
- Miglior realizzatore: Matej Kazijski (852 punti)
- Record:

112 punti in Lube Banca Marche Macerata-Itas Diatec Trentino 2-3 del 28 aprile 2010,
21 muri Itas Diatec Trentino-Andreoli Latina 3-1 del 27 settembre 2009 e Zenit Kazan-Trentino BetClic 2-3 del 4 novembre 2009,
12 ace in Trentino BetClic-ACH Volley Bled 3-1 del 1º maggio 2010.

## Rosa
| \| Allenatore: Radostin Stojčev \| \| \| \| \| Nome \| Naz. sport. \| Nome \| Naz. sport. \| \| Palleggiatori \| \| \| \| \| 6 Łukasz Żygadło \| Polonia \| 7 Raphael de Oliveira \| Brasile \| \| Centrali \| \| \| \| \| 3 Emanuele Birarelli \| Italia \| 9 Andrea Sala \| Italia \| \| 12 Francesco Corsini \| Italia \| 13 Riad Garcia \| Brasile \| \| Schiacciatori-laterali \| \| \| \| \| 1 Matej Kazijski \| Bulgaria \| 5 Osmany Juantorena \| Cuba \| \| 10 Michele Fedrizzi \| Italia \| 15 Renaud Herpe \| Francia \| \| Opposti \| \| \| \| \| 8 Leandro Vissotto \| Brasile \| 11 Tsvetan Sokolov \| Bulgaria \| \| Liberi \| \| \| \| \| 2 Lorenzo Gallosti \| Italia \| 16 Andrea Bari \| Italia \| Note: | Vissotto · # 8 Birarelli · # 3 Kazijski · # 1 Juantorena · # 5 Sala · # 9 Raphael · # 7 Bari · # 16 |                       |             |
| Allenatore: Radostin Stojčev | |                       |             |
| Nome | Naz. sport.                                                                                         | Nome                  | Naz. sport. |
| Palleggiatori | |                       |             |
| 6 Łukasz Żygadło | Polonia                                                                                             | 7 Raphael de Oliveira | Brasile     |
| Centrali | |                       |             |
| 3 Emanuele Birarelli | Italia                                                                                              | 9 Andrea Sala         | Italia      |
| 12 Francesco Corsini | Italia                                                                                              | 13 Riad Garcia        | Brasile     |
| Schiacciatori-laterali | |                       |             |
| 1 Matej Kazijski | Bulgaria                                                                                            | 5 Osmany Juantorena   | Cuba        |
| 10 Michele Fedrizzi | Italia                                                                                              | 15 Renaud Herpe       | Francia     |
| Opposti | |                       |             |
| 8 Leandro Vissotto | Brasile                                                                                             | 11 Tsvetan Sokolov    | Bulgaria    |
| Liberi | |                       |             |
| 2 Lorenzo Gallosti | Italia                                                                                              | 16 Andrea Bari        | Italia      |

| Allenatore: Radostin Stojčev |             |                       |             |
| Nome                         | Naz. sport. | Nome                  | Naz. sport. |
| Palleggiatori                |             |                       |             |
| 6 Łukasz Żygadło             | Polonia     | 7 Raphael de Oliveira | Brasile     |
| Centrali                     |             |                       |             |
| 3 Emanuele Birarelli         | Italia      | 9 Andrea Sala         | Italia      |
| 12 Francesco Corsini         | Italia      | 13 Riad Garcia        | Brasile     |
| Schiacciatori-laterali       |             |                       |             |
| 1 Matej Kazijski             | Bulgaria    | 5 Osmany Juantorena   | Cuba        |
| 10 Michele Fedrizzi          | Italia      | 15 Renaud Herpe       | Francia     |
| Opposti                      |             |                       |             |
| 8 Leandro Vissotto           | Brasile     | 11 Tsvetan Sokolov    | Bulgaria    |
| Liberi                       |             |                       |             |
| 2 Lorenzo Gallosti           | Italia      | 16 Andrea Bari        | Italia      |

| \| Allenatore: Radostin Stojčev \| \| \| \| \| Nome \| Naz. sport. \| Nome \| Naz. sport. \| \| Palleggiatori \| \| \| \| \| 6 Łukasz Żygadło \| Polonia \| 7 Raphael de Oliveira \| Brasile \| \| Centrali \| \| \| \| \| 3 Emanuele Birarelli \| Italia \| 9 Andrea Sala \| Italia \| \| 12 Francesco Corsini \| Italia \| 13 Riad Garcia \| Brasile \| \| Schiacciatori-laterali \| \| \| \| \| 1 Matej Kazijski \| Bulgaria \| 5 Osmany Juantorena \| Cuba \| \| 10 Michele Fedrizzi \| Italia \| 15 Renaud Herpe \| Francia \| \| Opposti \| \| \| \| \| 8 Leandro Vissotto \| Brasile \| 11 Tsvetan Sokolov \| Bulgaria \| \| Liberi \| \| \| \| \| 2 Lorenzo Gallosti \| Italia \| 16 Andrea Bari \| Italia \| Note: | Vissotto · # 8 Birarelli · # 3 Kazijski · # 1 Juantorena · # 5 Sala · # 9 Raphael · # 7 Bari · # 16 |                       |             |
| Allenatore: Radostin Stojčev | |                       |             |
| Nome | Naz. sport.                                                                                         | Nome                  | Naz. sport. |
| Palleggiatori | |                       |             |
| 6 Łukasz Żygadło | Polonia                                                                                             | 7 Raphael de Oliveira | Brasile     |
| Centrali | |                       |             |
| 3 Emanuele Birarelli | Italia                                                                                              | 9 Andrea Sala         | Italia      |
| 12 Francesco Corsini | Italia                                                                                              | 13 Riad Garcia        | Brasile     |
| Schiacciatori-laterali | |                       |             |
| 1 Matej Kazijski | Bulgaria                                                                                            | 5 Osmany Juantorena   | Cuba        |
| 10 Michele Fedrizzi | Italia                                                                                              | 15 Renaud Herpe       | Francia     |
| Opposti | |                       |             |
| 8 Leandro Vissotto | Brasile                                                                                             | 11 Tsvetan Sokolov    | Bulgaria    |
| Liberi | |                       |             |
| 2 Lorenzo Gallosti | Italia                                                                                              | 16 Andrea Bari        | Italia      |

| Allenatore: Radostin Stojčev |             |                       |             |
| Nome                         | Naz. sport. | Nome                  | Naz. sport. |
| Palleggiatori                |             |                       |             |
| 6 Łukasz Żygadło             | Polonia     | 7 Raphael de Oliveira | Brasile     |
| Centrali                     |             |                       |             |
| 3 Emanuele Birarelli         | Italia      | 9 Andrea Sala         | Italia      |
| 12 Francesco Corsini         | Italia      | 13 Riad Garcia        | Brasile     |
| Schiacciatori-laterali       |             |                       |             |
| 1 Matej Kazijski             | Bulgaria    | 5 Osmany Juantorena   | Cuba        |
| 10 Michele Fedrizzi          | Italia      | 15 Renaud Herpe       | Francia     |
| Opposti                      |             |                       |             |
| 8 Leandro Vissotto           | Brasile     | 11 Tsvetan Sokolov    | Bulgaria    |
| Liberi                       |             |                       |             |
| 2 Lorenzo Gallosti           | Italia      | 16 Andrea Bari        | Italia      |

## Immagini giocatori

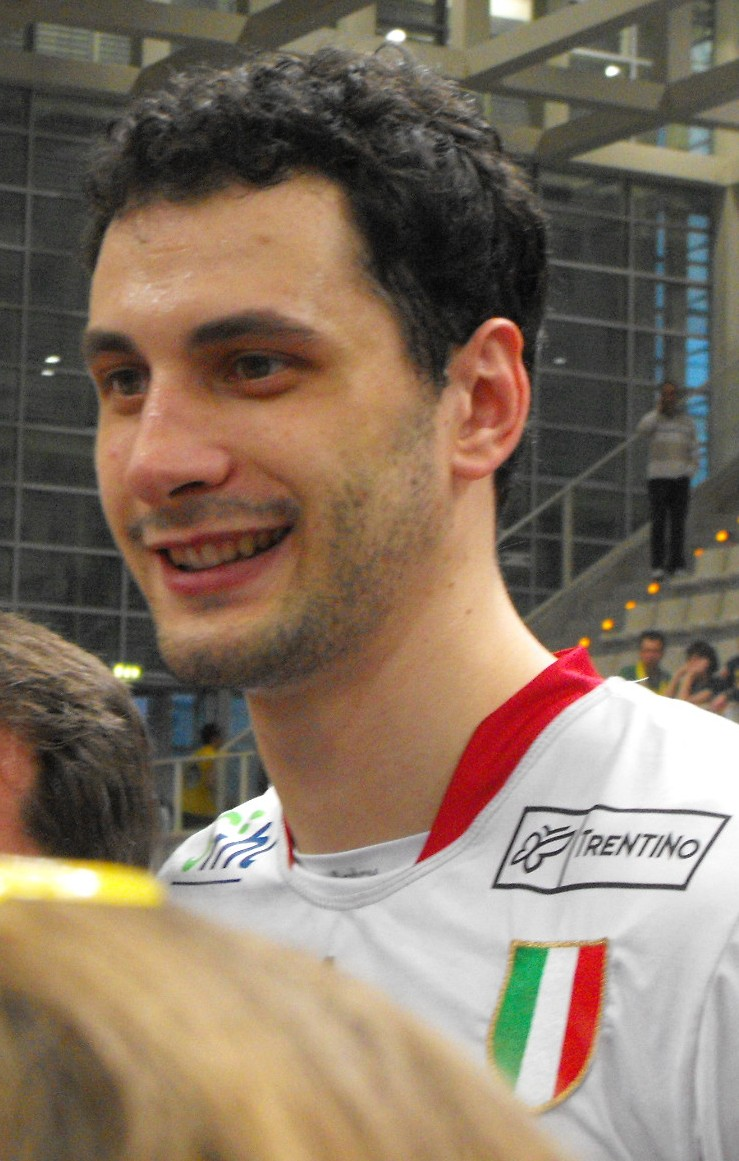
1. Matej Kazijski
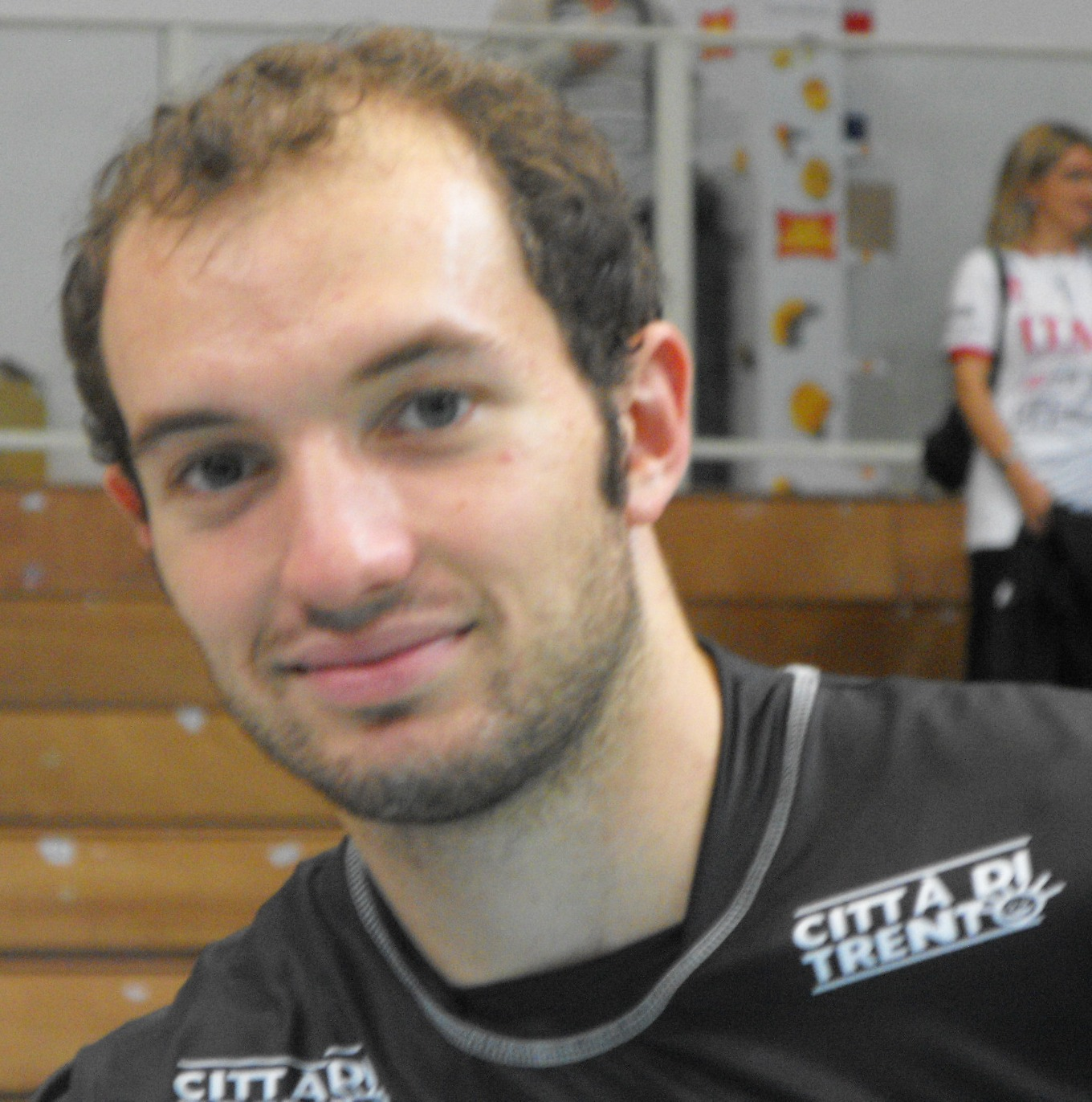
2. Lorenzo Gallosti
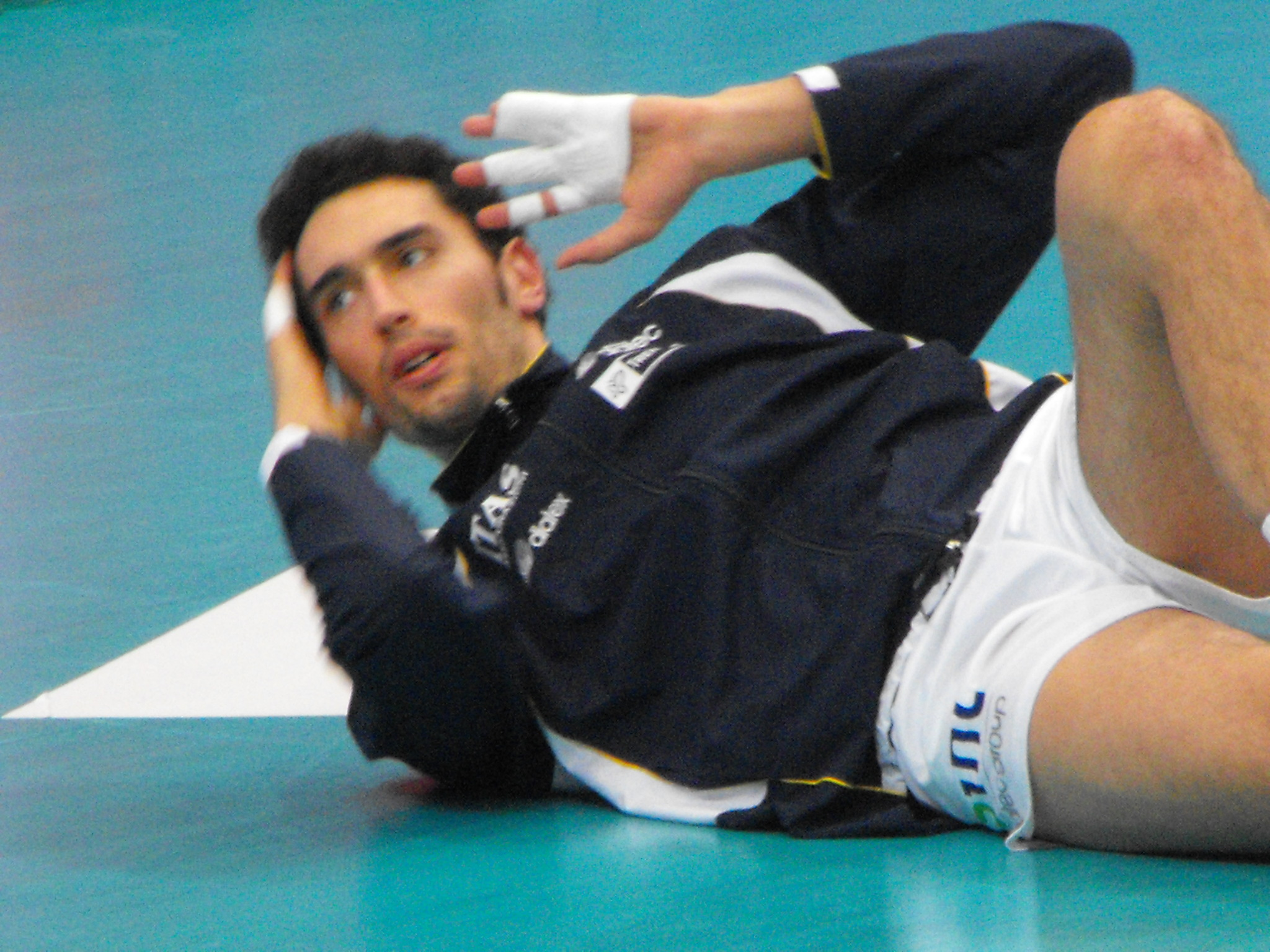
3. Emanuele Birarelli
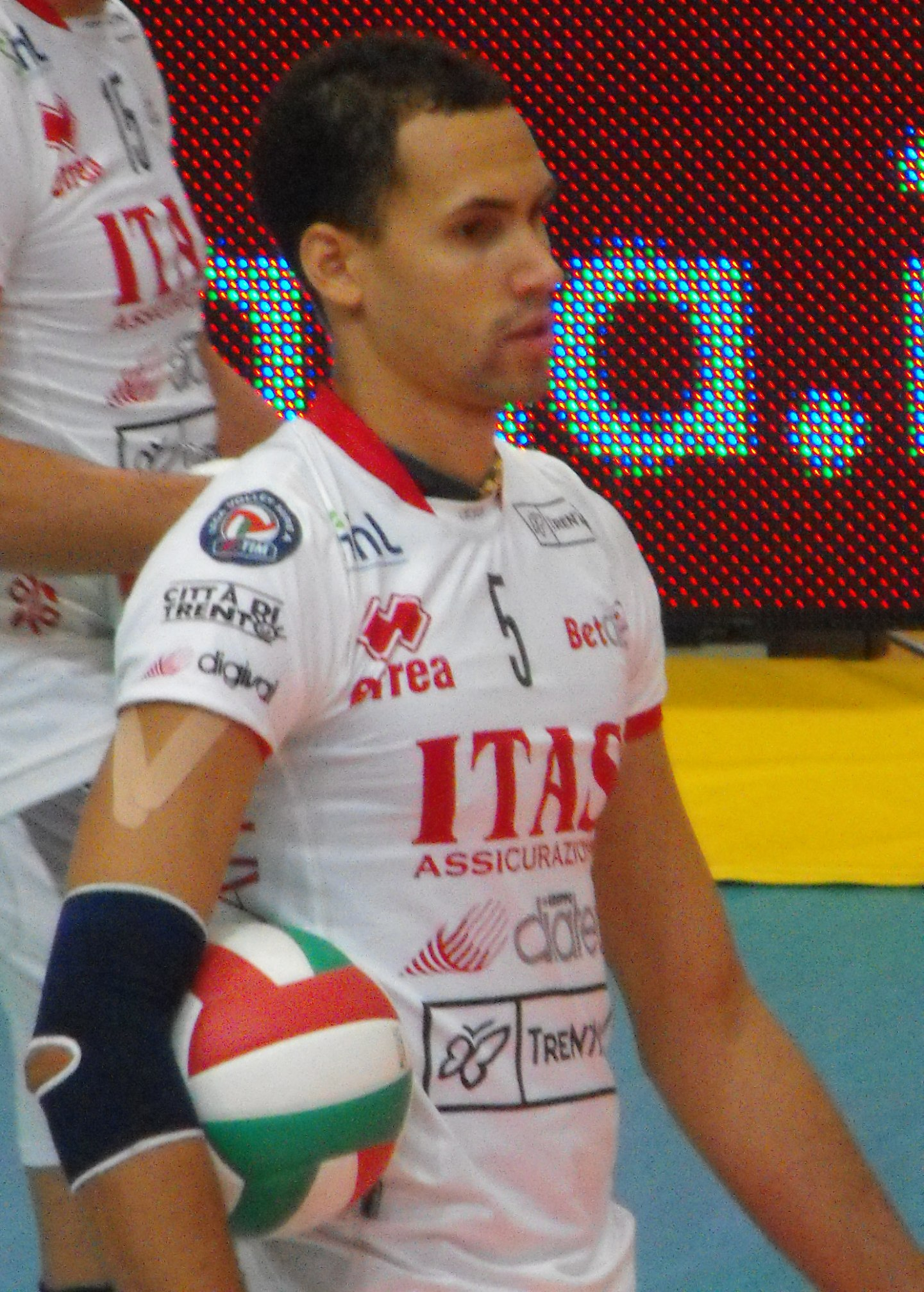
5. Osmany Juantorena
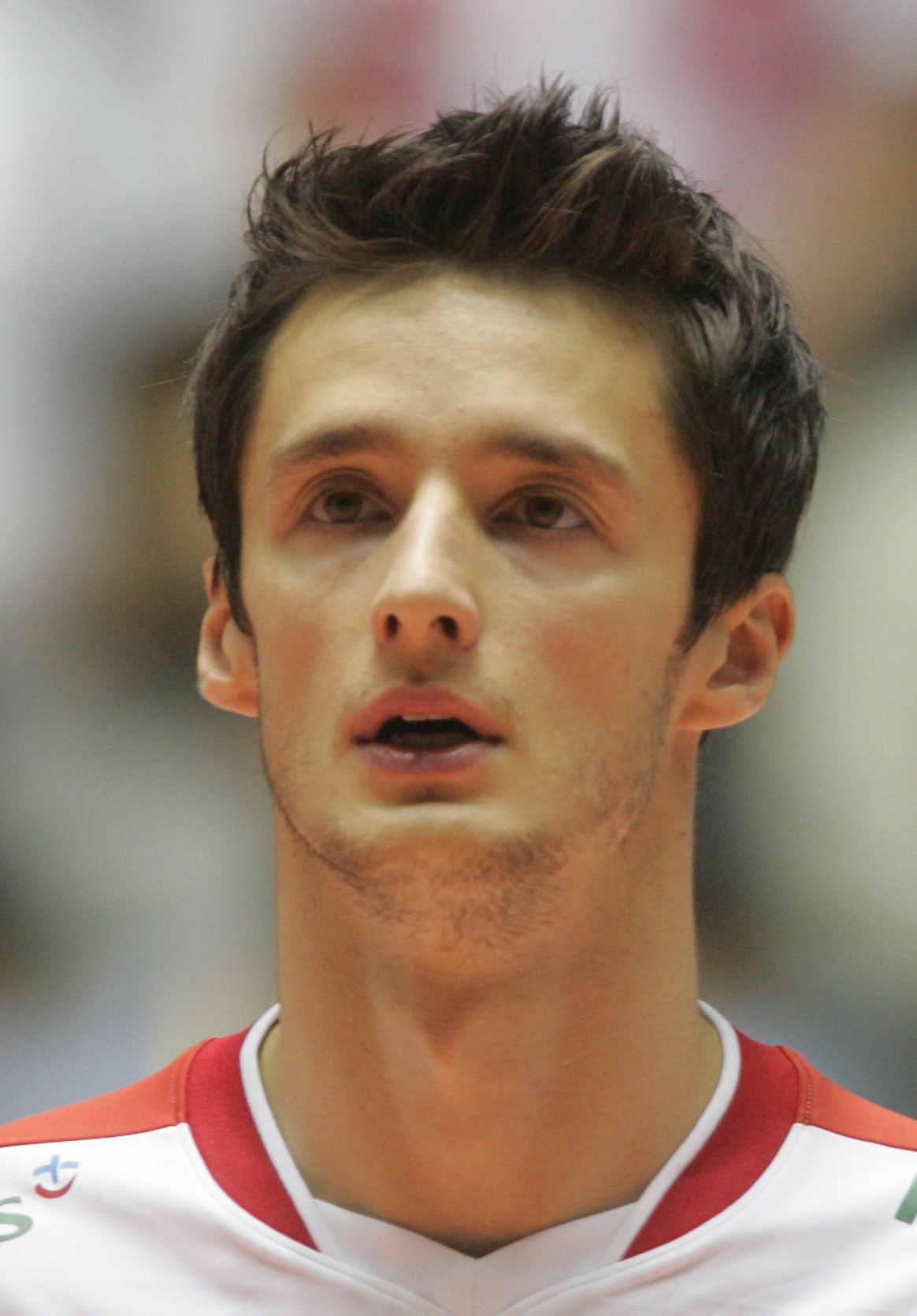
6. Łukasz Żygadło
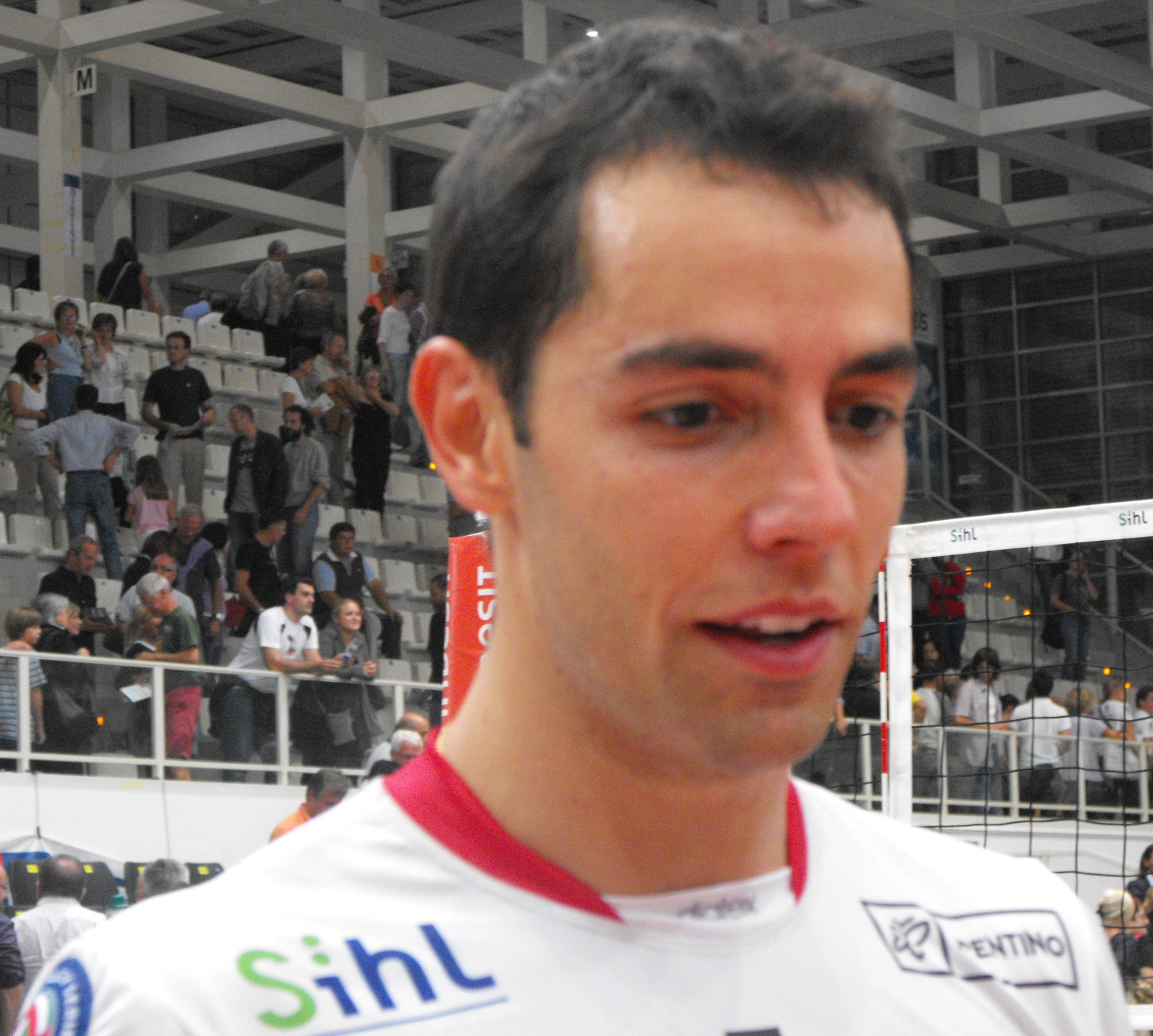
7. Raphael de Oliveira
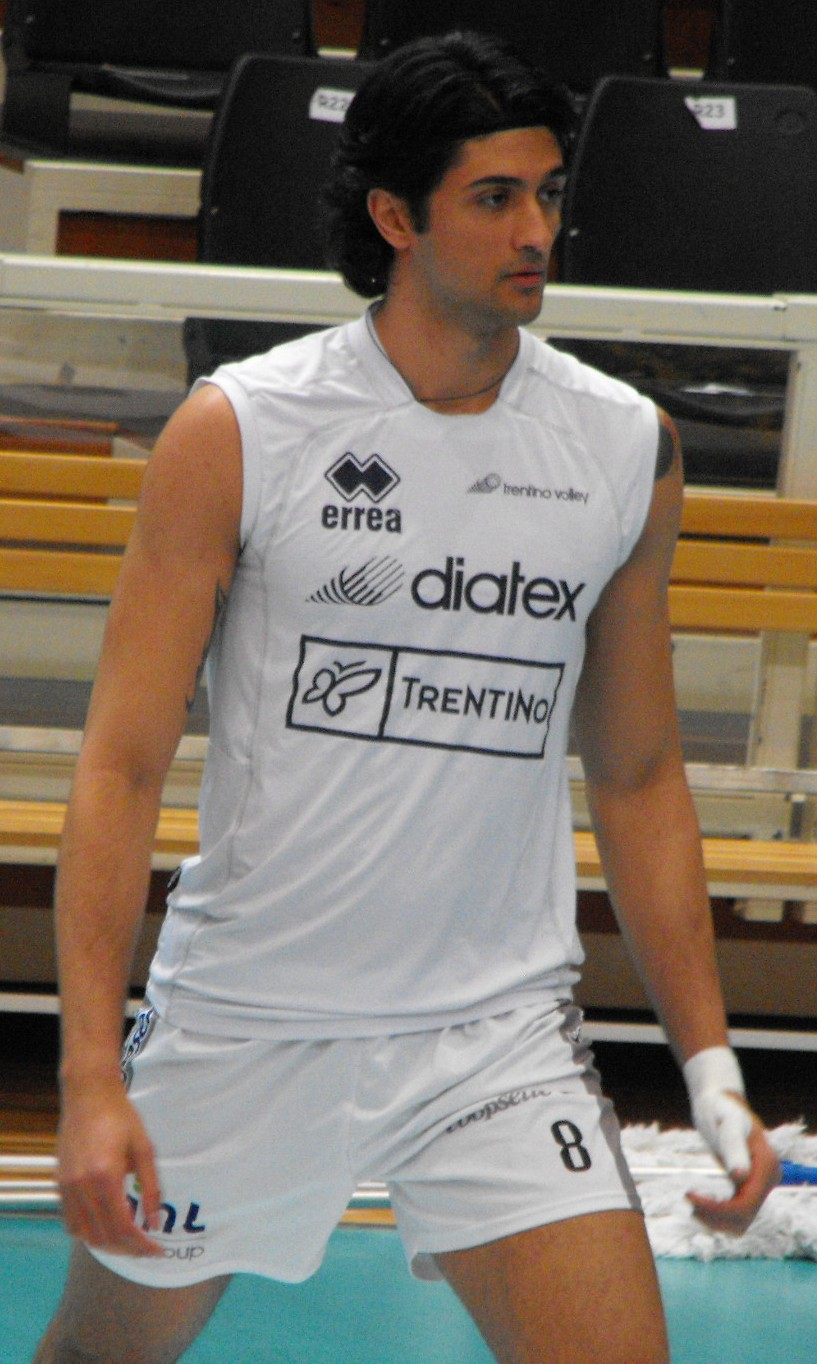
8. Leandro Vissotto Neves
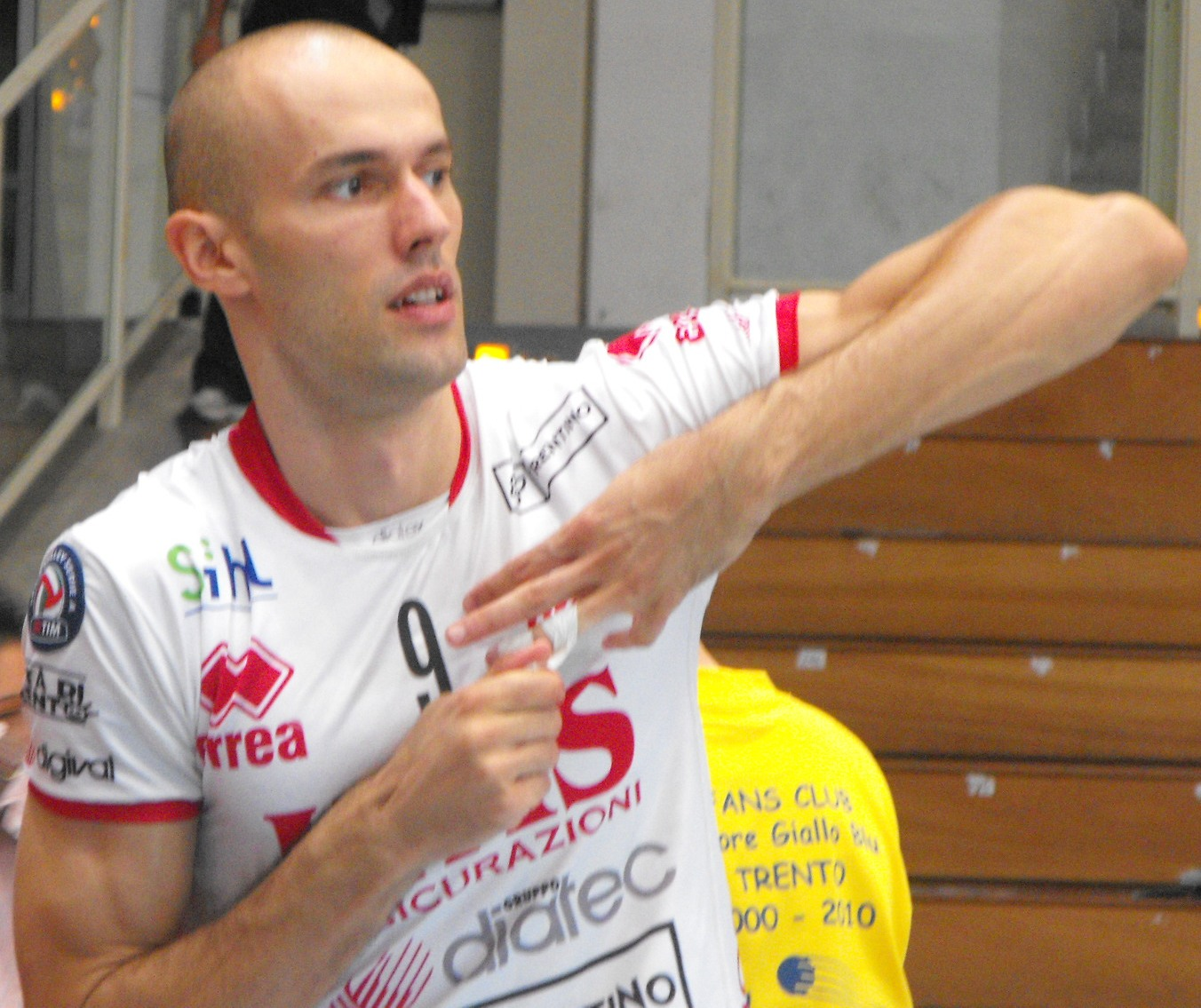
9. Andrea Sala
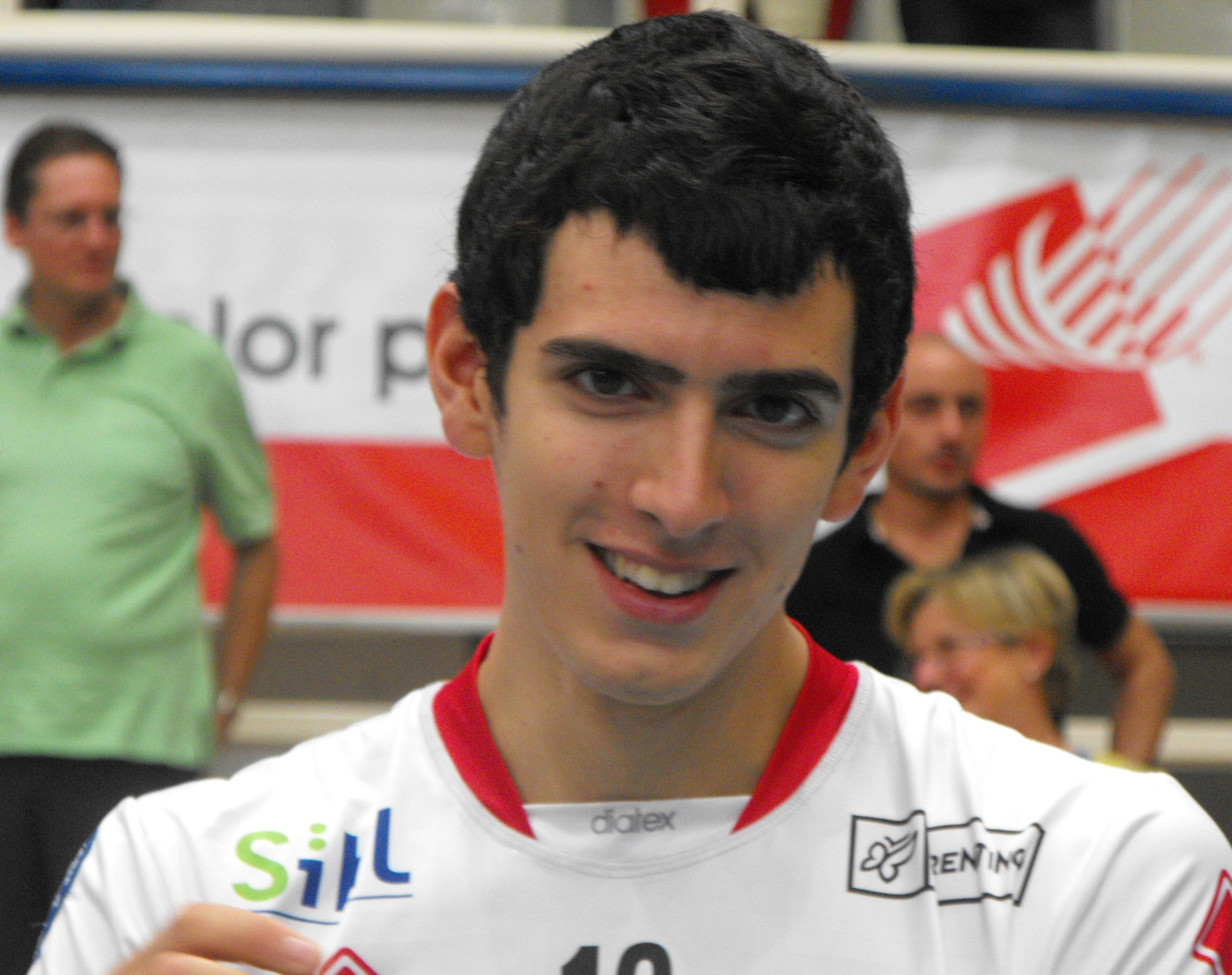
10. Michele Fedrizzi
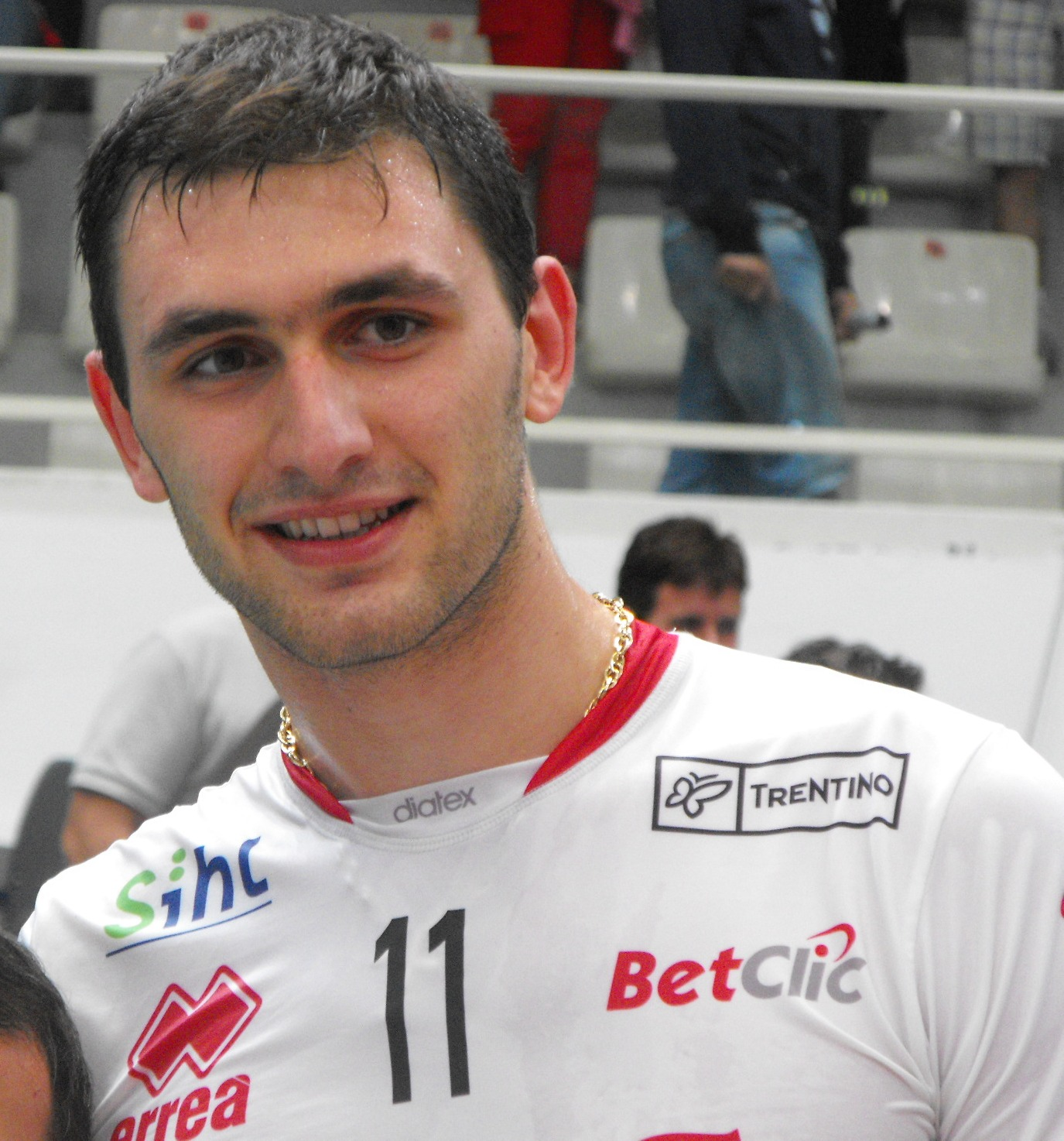
11. Tsvetan Sokolov
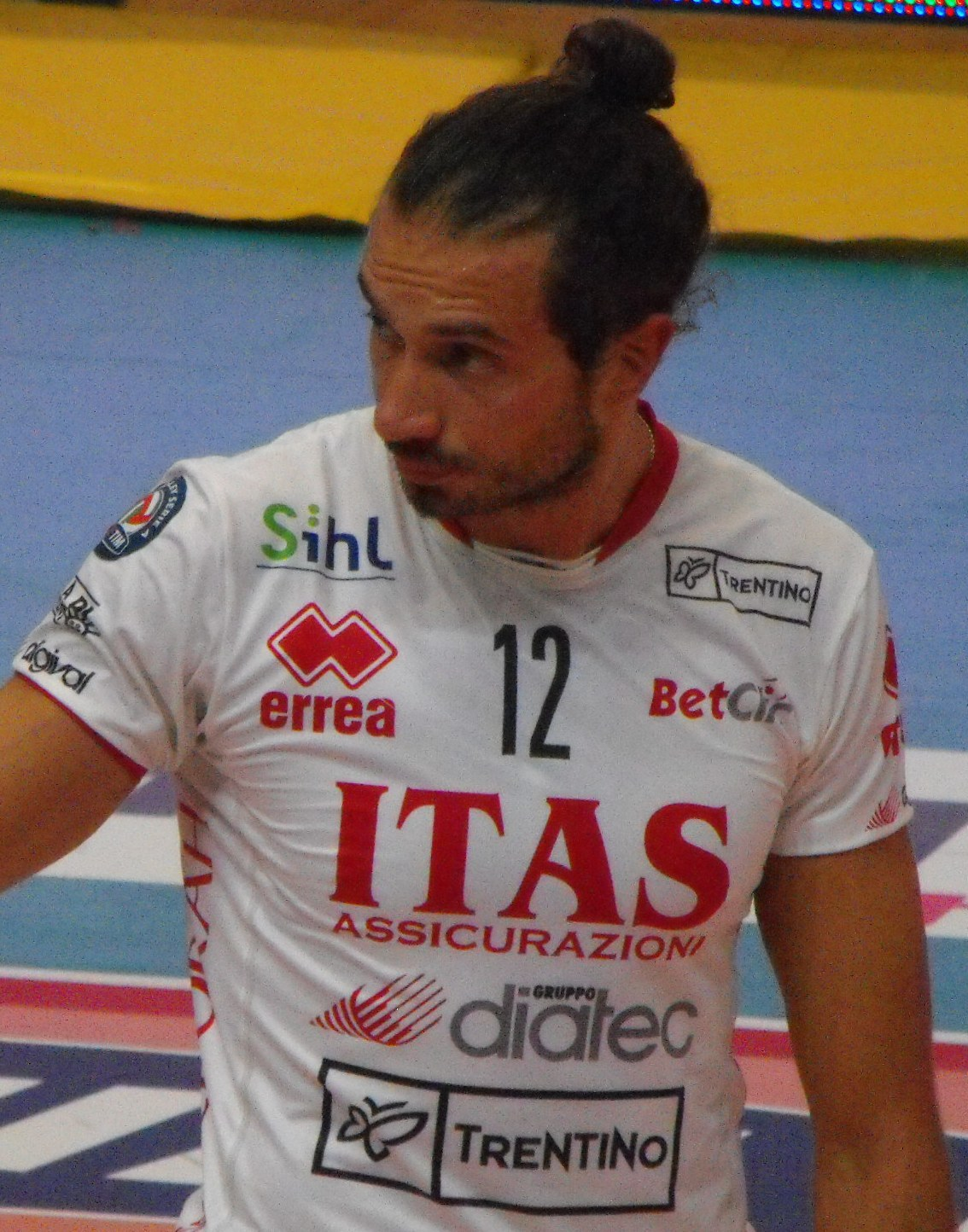
12. Francesco Corsini
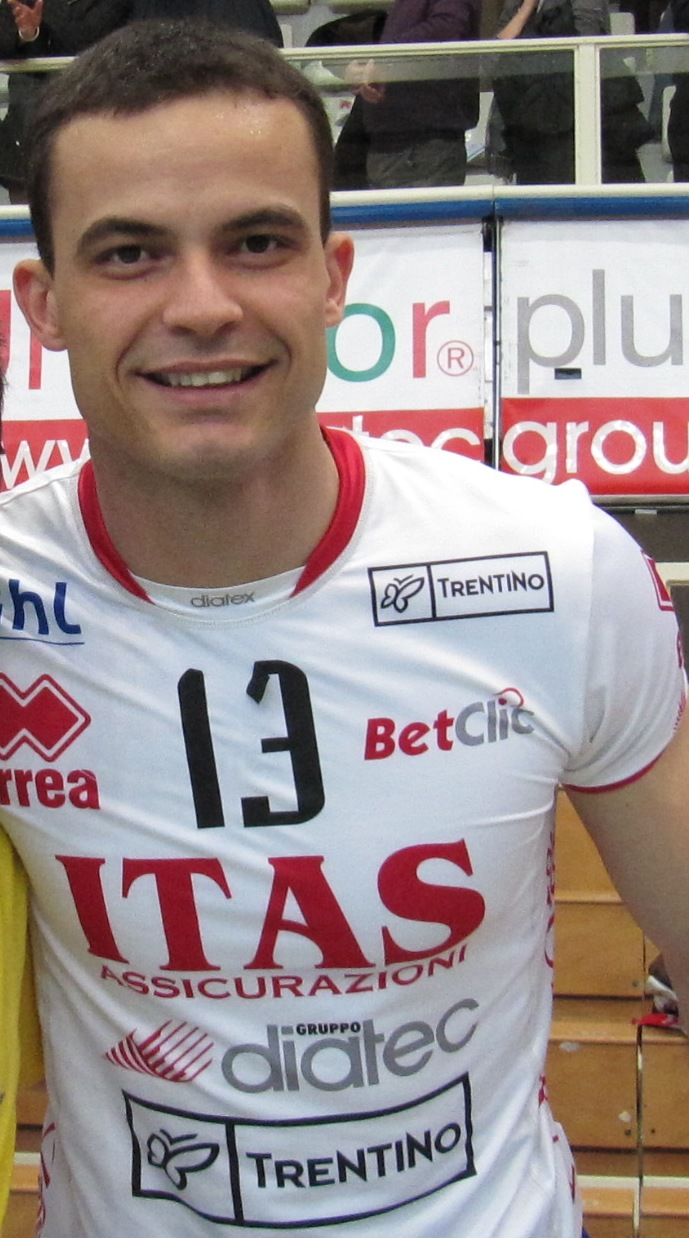
13. Riad Garcia Pires Ribeiro
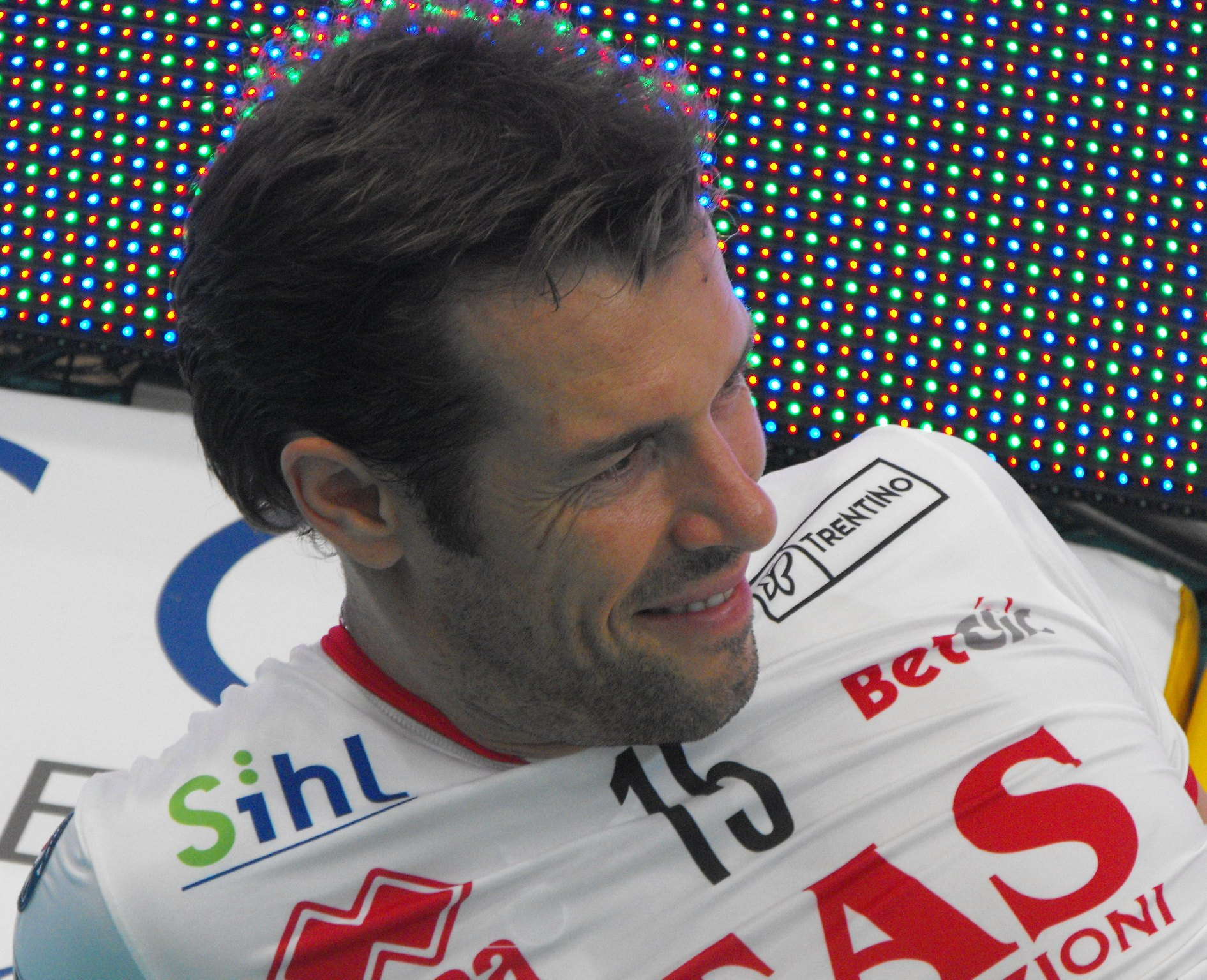
15. Renaud Herpe
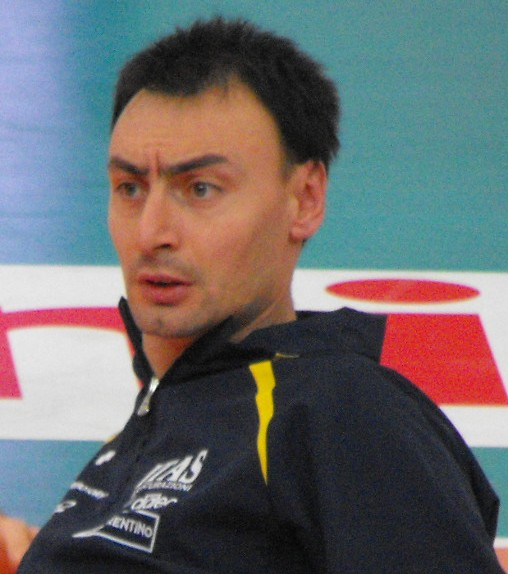
16. Andrea Bari